# ترنت ادواردز
ترنت ادواردز (انگلیسی: Trent Edwards؛ زادهٔ ۳۰ اکتبر ۱۹۸۳) بازیکن فوتبال آمریکایی ارمنی‌تبار اهل ایالات متحده آمریکا است.

## باشگاهی
از باشگاه‌هایی که در آن بازی کرده‌است می‌توان به بافلو بیلز، جکسونویل جگوارز، اوکلند ریدرز، و فیلادلفیا ایگلز اشاره کرد.